# Медаља за војничке врлине (Краљевина Србија)
Медаља за војничке врлине је основана Указом од 21. децембра 1883. године, а била је намењена војницима сталног кадра или резерве за „осведочене услуге Краљу и отаџбини“, односно за „ванредно одличну и ревносну службу у време мирно, ванредно или ратно уопште“.

## Историјат
Краљевину Србију није толико уздрмало распуштање Скупштине 22. септембра (4. октобра) 1883. од стране Николе Христића, колико спровођење прије донесеног закона о разоружању Народне војске. Како се, према ријечима Николе Пашића рјечима, "Србин радије растаје с главом и душом него с оружјем", разоружање је наишло на јак отпор, посебно у источној Србији. Отпор је подстицала и Народна радикална странка чланцима у штампи и агитацијом по селима. Буна је почела у Тимочкој крајини. Зато је 21. октобра (2. новембра) 1883. проглашено ванредно стање и пријеки суд у црноријечком округу, а неколико дана касније и у бањском срезу алексиначког округа, Алексинцу и моравском срезу алексиначког округа. Буна је била угушена за десетак дана. Наоружана топовима и модернијим пушкама, стајаћа војска пробила је побуњеничку блокаду и освојила Књажевац и Алексинац без већих губитака. Пресудом пријеког суда у Зајечару осуђене су на смрт 94 особе, на робију 567. на заточење 5, а на затвор 68 особа. Многи осуђеници побјегли су прије хапшења, међу њима и Никола Пашић. Од осуђених на смрт стријељано је двадесет вођа буне; осталима је смртна казна замијењена робијом. Трошак гушења буне стављен је на терет побуњеним крајевима.
Краљ Милан мислио је да је гушење Тимочке буне његов велики морални и политички успјех. Прије није био сигуран у држање војске, али је након овог био сигуран да се може ослонити на њу. Подршка војске у одсудним тренутцима важна је сваком владару који не мари пуно за парламентарну демократију и јавно мјење. Лојално држање војске било је повод да се указом од 21. децембра 1883. (2. јануара 1884.) оснује ново војно одликовање - Медаља за војничке врлине. Додјељивала се "војницима краљевско-српске војске сталног кадра или резерве, за осведочене услуге Краљу и отаџбини, или за ванредно одличну и ревносну службу у време мирно, ванредно или ратно уопште, на предлог канцелара Краљевских ордена или војеног министра, и по сопственом благовољењу Краљевом" (члан 2. Указа).

## Опис
Према чланку 1. Указа медаља је израђена од бронзе, округла, пречникја 34мм и "једнака за све чинове у војсци". На лицу је натпис у три реда: 3А / ВОЈНИЧКЕ / ВРЛИНЕ, окружен вијенцем од ловоровог (лијево) и храстова (десно) лишћа. На наличју је државни грб Краљевине Србије. С обје стране медаље налази се уз руб низ, сићушних куглица. Изнад медаље је суспендер у облику храстова вијенца, на који је причвршћена петероугласта трака. Трака је према пропису требала бити широка 35 мм, али је најчешће мало шира. Трака је пругаста с наизмјеничним пореданим бијелим и плавим пругама. Ивичне пруге су бијеле боје, ширине 5 мм, док су сљедеће плаво-бијеле (четири плаве и три бијеле) пруге ширине 5 мм.
Одликоване особе добивале су уз медаљу и увјерење које је потписивао канцелар Краљевских ордена. За ношење медаље плаћала се законом прописана такса. Након смрти носитеља одликовања, медаља је остајала породици. Медаља за војничке врлине додјељивала се не само у Краљевини Србији него и у Краљевини СХС (Југославији). од 1883. до 1941. године. У том периоду медаља је кована код познатог медаљара у Бечу, Артуса Бертранда у Паризу и у Huguenin Frercs Co. у Ле Локлу. Медаља се додељивала у једном степену.